# Sumiton
Sumiton város az USA Alabama államában, Jefferson és Walker megyében. Lakosainak száma 2444 fő (2020. április 1.).

## Népesség
A település népességének változása:

| 2010 | 2 520 |
| 2020 | 2 444 |